# Lanthanusa cyclopica
Lanthanusa cyclopica är en trollsländeart som beskrevs av Friedrich Ris 1912. Lanthanusa cyclopica ingår i släktet Lanthanusa och familjen segeltrollsländor. Inga underarter finns listade i Catalogue of Life.